# Templo de Mount Timpanogos
El Templo de Mount Timpanogos Utah es uno de los templos construidos y operados por la Iglesia de Jesucristo de los Santos de los Últimos Días, el número 49 construido por la iglesia y el noveno del estado de Utah, ubicado en la ciudad de American Fork.
Al templo asisten fieles repartidos en 70 estacas, uno de los templos con el mayor número en su distrito a nivel mundial y el mayor número en Utah. Atendiendo a la necesidad de cubrir las ceremonias de los fieles de la ciudad, la iglesia anunció en 2022 la construcción de cuatro templos nuevos rodeando el condado de Utah.

## Construcción
En la conferencia general de la iglesia SUD de 1993, el entonces presidente de la iglesia, Gordon B. Hinckley anunció los planes de construir un nuevo templo en Utah, en la ciudad de American Fork, el segundo templo del Condado de Utah, Estados Unidos. Seguido el anuncio público, la iglesia en ese país buscó un terreno adecuado, decidiendo construir el templo religioso en un terreno de 69,000 m² que la iglesia ya poseía en la ciudad y que había sido utilizado como granja para el programa de Bienestar de la iglesia. La ceremonia de la primera palada tuvo lugar en 1999, en las laderas de la cordillera Wasatch ante unas 16,400 personas.

## Dedicación
El templo SUD de Mount Timpanogos fue dedicado para sus actividades eclesiásticas en 27 sesiones, del 13-19 de octubre de 1996, por Gordon B. Hinckley. Antes de ello, el 6 de agosto-21 de septiembre de ese mismo año, la iglesia permitió un recorrido público de las instalaciones y del interior del templo al que asistieron más de 679.217 visitantes. Unos 11,600 miembros de la iglesia e invitados asistieron a la primera sesión de la ceremonia de dedicación, que incluye una oración dedicatoria. Varios miles más vieron el evento por el circuito cerrado de la iglesia en las capillas de sus respectivas comunidades circunvecinas al nuevo templo.

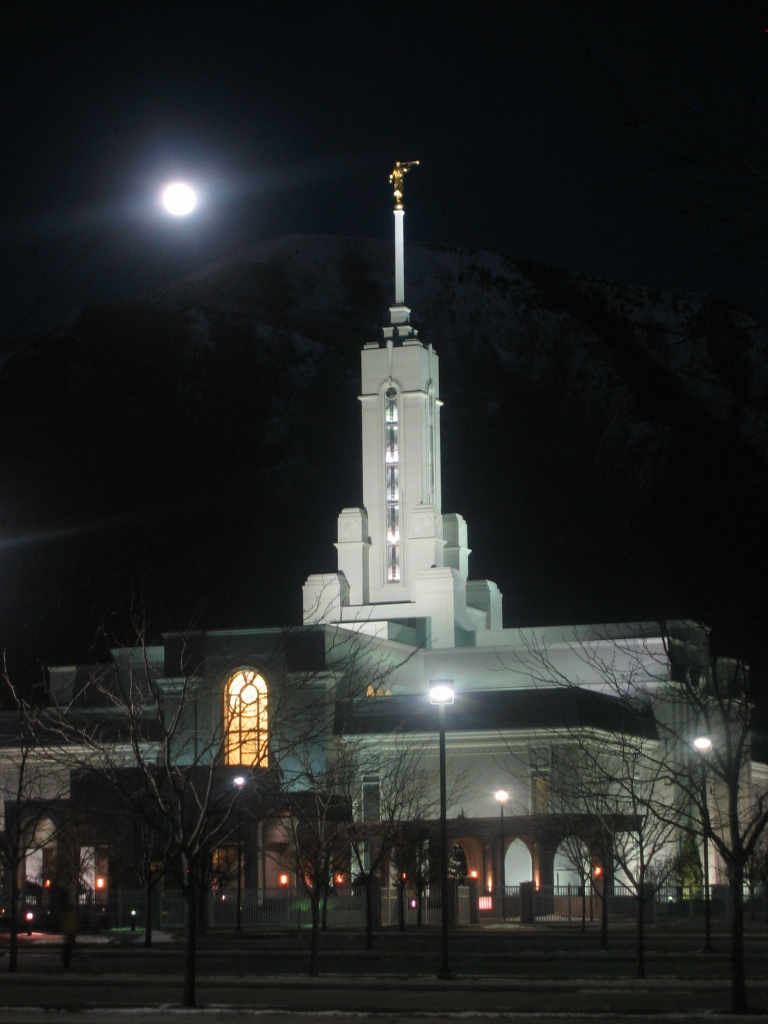
Templo de Mount Timpanogos de noche.

## Características
Los templos de La Iglesia de Jesucristo de los Santos de los Últimos Días son construidos con el fin de proveer ordenanzas y ceremonias consideradas sagradas para sus miembros y necesarias para la salvación individual y la exaltación familiar. El templo de Timpanogos tiene un total de 9.963 metros cuadrados de construcción, cuenta con cuatro salones para dichas ordenanzas SUD y dos ocho altares para sellamientos matrimoniales.